# Джаклин Рединг
Джаклин Рединг (на английски: Jaclyn Reding) е американска писателка на бестселъри в жанра исторически любовен роман.

## Биография и творчество
Джаклин Адамович Рединг е родена на 3 март 1966 г. в Охайо, САЩ.
Започва да пише през 1989 г. Първият ѝ любовен роман „Deception's Bride“ е публикуван през 1993 г.
Романът ѝ „The Pretender“ (Претендентът) от поредицата „Планински герои“ става бестселър №1 в „Амазон“. А романът „The Secret Gift“ (Тайният подарък) от същата поредица е номиниран за наградата „РИТА“.
Джаклин Рединг живее със семейството си в Рутланд, Масачузетс.

## Произведения

### Самостоятелни романи
- Deception's Bride (1993)
- The Second Chance (2006)
Втори шанс, изд.: „Санома Блясък България“, София (2013), прев. Мишела Христова
- Spellstruck (2007)

### Серия „Реставрация“ (Restoration)
1. Tempting Fate (1995)
2. Chasing Dreams (1995)
3. Stealing Heaven (1996)

### Серия „Бели регенти“ (White Regency)
1. White Heather (1997)
2. White Magic (1998)
3. White Knight (1999)
4. White Mist (2000)

### Серия „Планински герои“ (Highland Heroes)
1. The Pretender (2002)
2. The Adventurer (2002)
3. The Secret Gift (2003)

### Сборници
- In Praise of Younger Men (2001) – с Джо Бевърли, Кати Максуел и Лорън Роял